# 리냐노술라르노
리냐노술라르노(이탈리아어: Rignano sull'Arno)는 이탈리아 토스카나주 피렌체현에 있는 코무네다. 피렌체로부터 남동쪽 20km 거리에 있다.